# 경기은행
경기은행(京機銀行)은 1969년에 설립되어 2012년까지 존속했던 대한민국의 지방은행이다. 1998년에 퇴출 은행으로 지정되어 한미은행이 인수 합병하였다. 영업 종료 당시 본점은 인천광역시 남동구 인주대로 585(구월동 1127-1)에 있었으며, 한미은행이 미국 씨티그룹에 인수 합병되어 한국씨티은행으로 출범한 후에는 한국씨티은행 경인영업부와 전산센터가 들어서 있다.

## 개요
지방은행법에 의해 인천을 연고로 하여 1969년 11월 28일 '인천은행'이라는 이름으로 설립한, 경인 지역 굴지의 지방은행이었다. 설립 당시 본점은 중구 사동에 있었다. 1972년 6월 1일 경기도 전역으로 영업구역을 확대하여 경기은행으로 은행명을 변경했다. 1972년 3월 30일 증권거래소에 상장했다. 1973년 10월 1일 을류외국환 업무, 1976년 7월 1일 갑류외국환 업무, 1983년 5월 신탁업무와 상호부금업무, 12월 8일 온라인 업무를 개시했다. 1992년에는 남동구 구월동으로 본점을 신축, 이전했다.
1997년 IMF 구제금융사건이 터지면서 경영 환경이 어려워진 데다가 부실 기업에 대한 거액 대출로 채권 회수마저 어려워지면서 1998년 6월 29일 금융감독위원회로부터 동화은행, 대동은행, 동남은행, 충청은행과 함께 퇴출 은행으로 결정되어 한미은행이 흡수 합병했다. 동시에 비씨카드 회원사 자격 역시 한미은행에 넘어갔으며, 한미은행은 구월동 경기은행 본점을 인천영업부로 개편하고 전산센터를 인천영업부에 설치했다. 금융공동망 은행 코드는 본래 036을 이용하다가 한미은행의 027로 변경됐고, 한국씨티은행으로 바뀐 후에도 027번을 유지했다.
1998년 퇴출 당시 총수신 5조 4천억원, 총대출 5조 3천억원, 192개 영업점, 직원수 2,270명으로 대구은행, 부산은행에 이어 3번째로 큰 지방은행이었다.
퇴출과 관련된 서이석 은행장의 불법 로비가 포착되어 1999년에 임창열 당시 경기도지사가 구속되었고, 교도소에서 도지사 업무를 수행하는 최초의 기록을 가지고 있다. 한편 로비 당사자인 서이석 은행장은 안양교도소에 복역 중이던 2003년 8월 20일에 지병인 심근경색으로 별세했다.
현재 <경기은행 해직자 협의회> 등 인천 지역 상공인에 의해 경기은행 부활을 위한 모임을 갖고 경기은행의 부활을 도모하고 있다.
2004년 11월 한미은행이 씨티그룹에 흡수 합병된 후 한국씨티은행으로 출범하면서, 경기은행의 흔적으로 인해 인천광역시는 한동안 대한민국의 광역시 중 한국씨티은행의 지점이 가장 많은 광역시였다.

## 연혁
- 1969년 11월 28일 - (주)인천은행 창립(자본금 1억 5천만 원)
- 1972년 6월 1일 - (주)경기은행으로 상호 변경(영업구역을 경기도로 확대)
- 1992년 11월 27일 - 본점 신축 이전(중구 사동 → 남동구 구월동/현 한국씨티은행 경인영업부, 전산센터)
- 1993년 8월 9일 - (주)신경기상호신용금고 인수
- 1996년 7월 3일 - (주)경은경제연구소 설립
- 1998년 2월 26일 - 경영개선권고(금융감독위원회)
- 1998년 4월 30일 - 경영정상화계획 제출
- 1998년 6월 29일 - 금융감독위원회 계약이전 명령에 의해 퇴출되어 한미은행이 흡수 합병
- 1998년 9월 29일 - 은행업 인가 취소
- 2012년 12월 31일 - 폐업